# Time Out (magazine)
Pour les articles homonymes, voir Time Out.
Le Time Out est un magazine publié par le groupe Time Out, Le Time Out débute en 1968 comme une publication exclusivement londonienne et étend ses recommandations éditoriales à 333 villes dans 59 pays.

## Histoire
Le Time Out est publié pour la première fois en 1968 en tant que magazine londonien par Tony Elliott, qui utilise l'argent de son anniversaire pour produire une brochure d'une page, avec Bob Harris comme co-éditeur. Le premier produit est intitulé Where It's At, avant d'être inspiré par l'album Time Out de Dave Brubeck. Le Time Out commence comme magazine alternatif avec d'autres membres de la presse underground au Royaume-Uni, mais en 1980, il abandonne sa structure originale de prise de décision collective et son engagement en faveur de l'égalité des salaires pour tous ses employés, ce qui conduit à une grève et à la fondation d'un magazine concurrent, City Limits, par d'anciens membres du personnel. Depuis, son ancien radicalisme a pratiquement disparu. Pour illustrer sa position éditoriale initiale, en 1976, le Time Out de Londres publie les noms de 60 prétendus agents de la CIA stationnés en Angleterre. Les premiers numéros étaient tirés à environ 5 000 exemplaires et évoluent vers un tirage hebdomadaire de 110 000 exemplaires à mesure qu'il se débarrassait de ses racines radicales,. 
Pendant la pandémie de Covid-19, Le Time Out cesse de produire des copies papier du magazine et passe à un modèle uniquement en ligne. Temporairement rebaptisée Time Out In, la publication réoriente également son contenu éditorial vers des événements virtuels destinés aux personnes restées chez elles pendant le confinement.
En avril 2022, il est annoncé que l'édition imprimée de London Time Out cesserait finalement après 54 ans, son dernier tirage étant distribué le 23 juin 2022. Le magazine continuera à être publié en ligne.